# Premierminister
 For alternative betydninger, se Premierminister (Storbritannien).
Premierminister (dvs. "førsteminister", fransk premier ministre, engelsk: premier eller prime minister) er en titel for en regeringschef. Den benyttes i en række lande, både monarkier og republikker. Den tilsvarende titel i nordiske lande er statsminister. I Danmark havde regeringsschefen titlen premierminister i perioden 1848-1856 og konseilspræsident i perioden 1856-1918.
I parlamentariske systemer kan premierministeren tiltræde embedet på en række forskellige måder:
- ved at statsoverhovedet udnævner premierministeren uden behov for parlamentets godkendelse (eksempel: Storbritannien)
- ved at statsoverhovedet udnævner premierministeren efter at parlamentet har nomineret en kandidat (eksempel: Irland)
- ved at statsoverhovedet udnævner premierministeren efter at majoritetspartiet i parlamentet har nomineret en kandidat (eksempler: Australien, Indien, New Zealand)
- ved at statsoverhovedet udnævner premierministeren, som derefter har en fastsat tid på at opnå tillidsvotum (eksempel: Italien)
- ved at premierministeren vælges af parlamentet (eksempler: Northwest Territories, Nunavut)
- ved at premierministeren vælges direkte af folket (eksempel: Israel 1996-2001)

Frankrig har både præsident og premierminister, og den udøvende myndighed er delt mellem disse to for at undgå at én af funktionerne opnår for meget magt.